# T̯
Cette page contient des caractères spéciaux ou non latins. S’ils s’affichent mal (▯, ?, etc.), consultez la page d’aide Unicode.
T̯ (minuscule : t̯), appelée T brève inversée souscrite, est un graphème utilisé dans l’écriture du pokomo et du pomo du Sud. Il s’agit de la lettre T diacritée d'un brève inversée souscrite.

## Représentations informatiques
Le T brève inversée souscrite peut être représenté avec les caractères Unicode suivants :
- décomposé (latin de base, diacritiques) :

| formes    | représentations | chaînes de caractères | points de code | descriptions                                                   |
| --------- | --------------- | --------------------- | -------------- | -------------------------------------------------------------- |
| capitale  | T̯               | T◌̯                    | U+0054 U+032F  | lettre majuscule latine t diacritique brève inversée souscrite |
| minuscule | t̯               | t◌̯                    | U+0074 U+032F  | lettre minuscule latine t diacritique brève inversée souscrite |